# 인지적 도제 이론
전통적 도제이론은 학습자가 일정한 단계에 따라 교사의 행동을 관찰하고 모방함으로써 동일한 학습결과를 얻는다고 보는 입장이다. 이러한 전통적 도제이론의 장점을 수용하여 구성주의 입장에서 제시된 것이 인지적 도제이론이다. 인지적 도제이론에서는 학습자가 지식을 그대로 수용하는 것이 아니라 스스로 재구성한다고 본다. 그렇기 때문에 인지적 도제이론은 학습자의 창의성과 반성적 사고력, 문제해결력 등 고등정신능력을 기르는데 도움이 된다.인지적 도제 이론(cognitive apprenticeship theory)은 학습이 처음에는 문제해결의 주변적 참여로 시작하지만 결국에는 완전한 참여와 주도로 이루어지게 된다는 이론이다. 콜린스(Collins) 등에 의해 구체화된 이론이다.

## 개요
학교 교육 제도가 갖추어지지 않은 과거에 지식과 기술을 전수하는 방법으로 도제 제도가 있었다. 이 도제 제도를 현대 사회에서 알맞은 교수법의 형태로 적용시킨 이론이다.

## 같이 보기
- 교수-학습 이론